# Club Escuela de Salto Valencia
El Club Escuela de Salto Valencia es un centro ecuestre privado situado entre Bétera y Godella (Comunidad Valenciana, España). Fue fundado en 2008 con dos funciones principales: ser sede de un circuito permanente de competición y de una escuela.
Distribuidas en una superficie de más de 100.000 metros cuadrados, sus instalaciones incluyen 12.300 metros cuadrados en pistas construidas con el sistema “All Weather” de Klaus Damman (pistas de sílice/geotextil con riego subterráneo):
- Pista Exterior: 145 x 60 m
- Pista de Cuerda: 40 x 20 m
- Pista Indoor: 70 x 30 m
- Pista de Escuela: 50 x 20 m

## Concursos
Organizó el Campeonato de España de Salto Ecuestre de 2010 y organiza anualmente un concurso nacional de saltos incluido en la Liga Nacional de Saltos de la Real Federación Hípica Española.